# تاليك

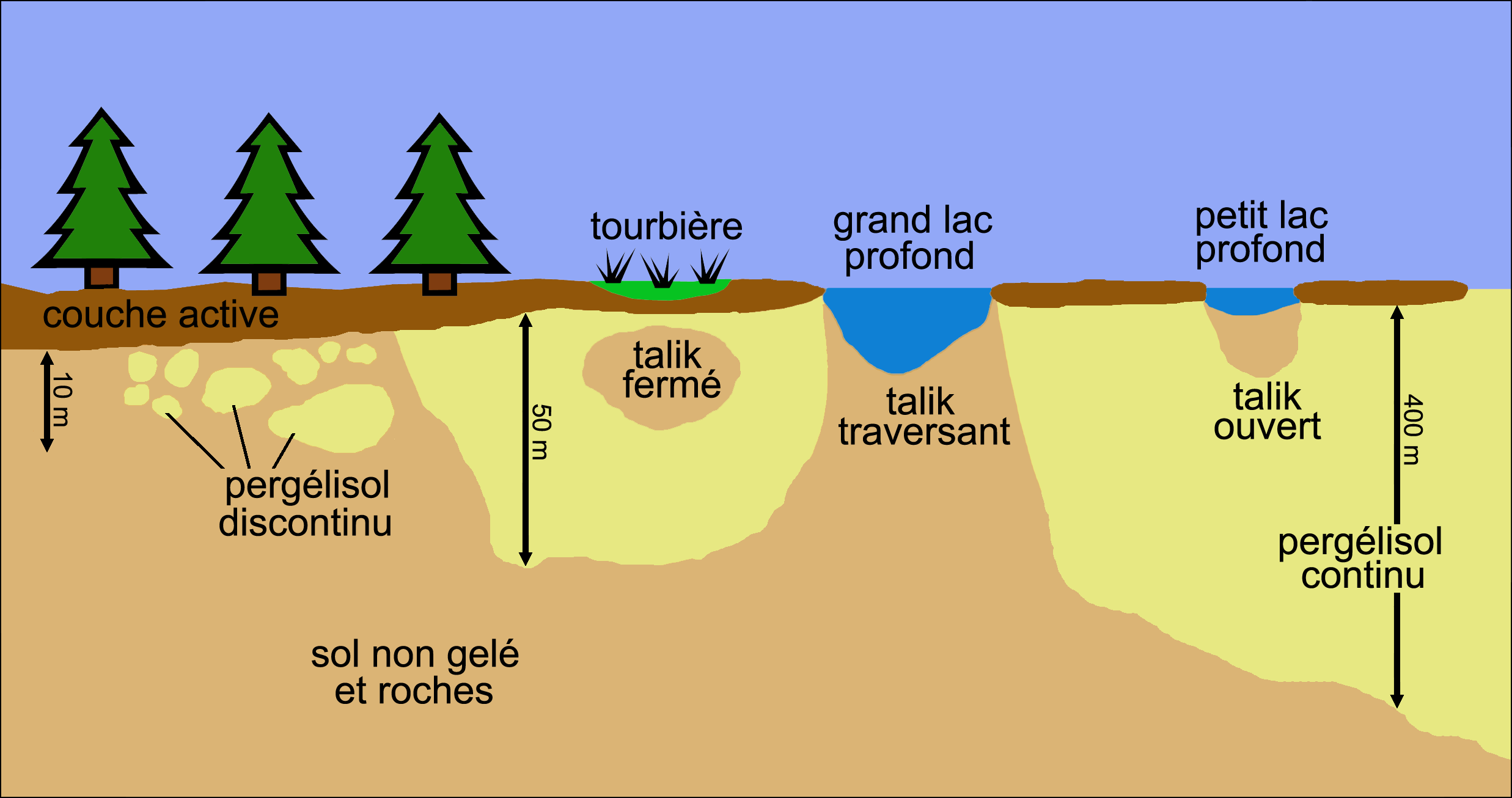

تاليك Talik هي طبقة من الأرض غير متجمدة تقع بين الأرض المتجمدة فصلياً ومستوى الصقيع الدائم.
المصدر: المعجم الجغرافي المناخي